# Liste des rois de Koguryo
Koguryo a été pendant longtemps l'un des trois Royaumes de Corée qui se sont partagé la péninsule coréenne. Koguryo dominait le nord de la péninsule coréenne et le sud-est de la Mandchourie. C'est encore aujourd'hui une source de conflit entre la Chine et la Corée, qui toutes les deux revendiquent l'État disparu.

## Rois de Koguryo
- Tongmyong Wang 37 av. J.-C.-19 av. J.-C.
- Yuri(myong) Wang 19 av. J.-C.-18 apr. J.-C.
- Taemusin Wang 18-44
- Minjung Wang 44-48
- Mobon Wang 48-53
- T'aejo Wang 53-146
- Ch'adae Wang 146-165
- Sindae Wang 165-179
- Kogukch'on Wang 179-196
- Sansang Wang 196-227
- Tongch'on Wang 227-248
- Chungch'on Wang 248-270
- Soch'on Wang 270-292
- Pongsang Wang 292-300
- Mich'on Wang 300-331
- Kogugwon Wang 331-371
- Sosurim Wang 371-384
- Kogugyang Wang 384-391
- Kwanggaet'o Wang 391-413
- Changsu Wang 413-491
- Munja(myong) Wang 491-519
- Anjang Wang 519-531
- Anwon Wang 531-545
- Yangwon Wang 545-559
- P'yongwon Wang 559-590
- Yongyang Wang 590-618
- Yongnyu Wang 618-642
- Pojang Wang 642-668

En 668 le royaume de Koguryo tomba devant les forces coalisées du royaume de Silla et de la Chine des Tang.